# 宮平観光
宮平観光株式会社（みやひらかんこう）は、沖縄県石垣市に本社を置き、ホテル業等を営む企業である。グループ会社・関連会社5社とともに美ら花グループを形成する。

## 概要
1953年（昭和28年）創業。南の美ら花ホテルミヤヒラの運営を中心に各種の事業を行っている。

## 南の美ら花ホテルミヤヒラ

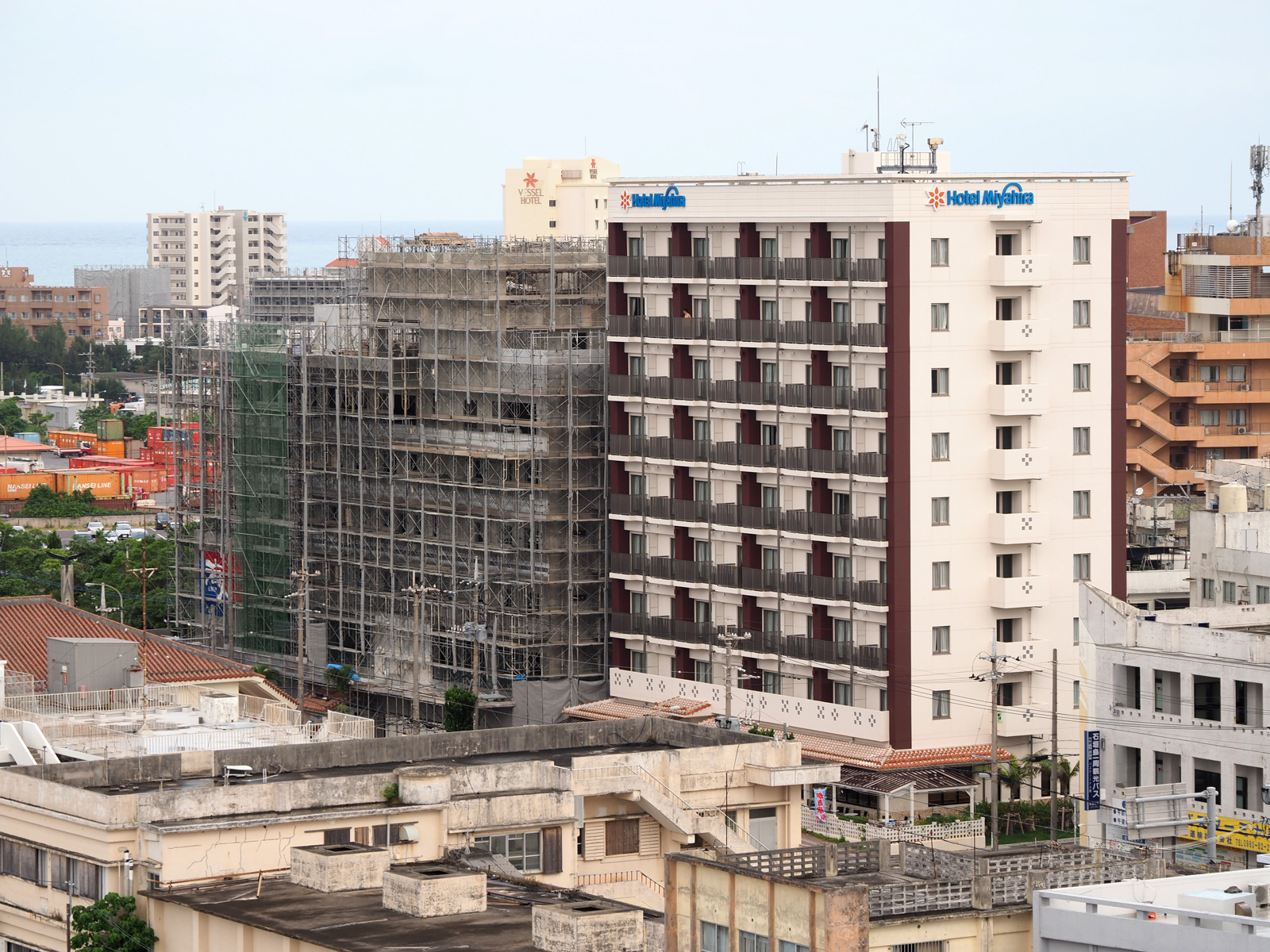
ホテルミヤヒラ美崎館（右）

かつては西館と東館の2館体制であったが、ともに老朽化しているため、2015年（平成27年）2月に東館を改修してリニューアル・オープン。さらに美崎館と呼ばれる新館が2018年（平成30年）6月に開業している。新館の完成後には、西館の建て替えも計画されている。
美崎館は、宮平観光として約40年ぶりの新館で、石垣港離島ターミナルに近接する石垣バスターミナル西側の自社所有の1,353m2の敷地に建設された。延床面積3,173m2、地上9階建て、客室数95室。客室は全室ツインタイプで、客室面積は21m2。新館の建設にあたって、宮平観光は沖縄振興開発金融公庫から離島初のリーディング産業支援として8,000万円の出資を受けている。

## 沿革
- 1953年（昭和28年）8月 - 石垣市大川護岸通りにて宮平旅館（16室）を創業。
- 1965年（昭和40年）12月 - 沖縄食糧商事株式会社（現・太洋フーズ株式会社）創業。
- 1968年（昭和43年）8月 - 宮平旅館が石垣市美崎町に新築移転し、名称を宮平観光ホテルに変更（43室）[7]。法人組織とする。
- 1970年（昭和45年）4月 - 政府登録国際観光ホテルとなる。
- 1973年（昭和48年）3月 - 本土復帰に伴い西館（71室）新築。
- 1980年（昭和55年）5月 - （旧）石垣空港へのジェット機就航に伴い東館（87室）新築。三和トラベルの業務開始。
- 1982年（昭和57年）12月 - 日産レンタカー及び日産火災海上保険（現・損害保険ジャパン）の代理店業務開始。
- 1983年（昭和58年）
  - 4月 - 西館改修完了。
  - 8月 - 太洋リネンサプライ株式会社創業。
  - 11月 - 加屋真島観光開発株式会社創業。
- 1984年（昭和59年）1月 - 館外飲食施設（現・やいま家庭料理 さつき）として、ミヤヒラ商事株式会社を創業。
- 2001年（平成13年）10月 - ホテルの全館改装工事完了。名称を南の美ら花ホテルミヤヒラに変更。
- 2006年（平成18年）9月 - 株式会社ゆいを創業。
- 2015年（平成27年）2月 - ホテルミヤヒラ東館客室改修工事完了[8]。
- 2018年（平成30年）6月1日 - ホテルミヤヒラ美崎館が開業[5]。

## 主要事業
- 南の美ら花ホテルミヤヒラ
- レストラン
  - バイキングレストラン トレアドール
  - レストラン グリルアラマンダ
  - ティーラウンジ カトレア
  - 石垣牛鉄板焼 月桃庵
  - 日本料理・郷土料理 ひるぎ
- テナント - ミヤヒラ南ぬプラザ、（株）あざみ屋、（有）パナ・ン、（株）TMS
- 宴会場
- プール
- 損保ジャパン日本興亜代理店
- 日産レンタカー石垣空港店
- 三和トラベル 本店
- 駐車場 - 35台
- 共同住宅 - メゾン大川（30室）、メゾン美崎（13室）、美ら花ハウス（9室）[1]